# Josh Barnett
Josh Lawrence Barnett (Seattle, 10 de novembro de 1977) é um artista e lutador profissional de artes marciais mistas (MMA) estadunidense que atualmente compete na divisão dos pesos-pesados do UFC, evento no qual é ex-campeão do peso-pesado do UFC. Ele também ganhou o the King of Pancrase Openweight Championship, foi finalista no PRIDE 2006 Grand Prix e do GP Peso-Pesado do Strikeforce. Em dezembro de 2012, Barnett foi classificado como o lutador #9 peso-pesado do mundo pela Sherdog. Actualmente trabalha para a TNA Impact Wrestling
No jiu-jitsu brasileiro, Barnett venceu o campeonato inaugural de pesos pesados Metamoris em 2014.

## Impact Wrestling (2017- )
Josh Barnett fez o seu debut no episódio de 16 de Janeiro do ano de 2017. Enquanto Lashley (TNA World Champion) dizia que ninguém o podia derrotar, Josh Barnett entrou no ringue e desafiou Lashley.

## Casos de dopping
Barnett é o atleta de MMA que mais testou positivo no exame anti-dopping. Barnett, aos 40 anos de idade, testou positivo pela quarta vez, para ostarina, após um teste fora da competição realizado em 9 de dezembro de 2016. Ostarine é uma substância não especificada na classe dos agentes anabólicos e é proibida em todos os momentos pela Política Antidopagem do UFC, que adotou a Lista Proibida da Agência Mundial Antidopagem (WADA).

## Cartel no MMA
| Cartel no MMA       |             |            |
| 43 lutas            | 35 vitórias | 8 derrotas |
| Por nocaute         | 8           | 2          |
| Por finalização     | 21          | 3          |
| Por decisão         | 5           | 3          |
| Por desqualificação | 1           | 0          |

| Res.    | Cartel | Oponente                 | Método                             | Evento                                | Data       | Round | Tempo | Local                       | Notas                                                  |
| ------- | ------ | ------------------------ | ---------------------------------- | ------------------------------------- | ---------- | ----- | ----- | --------------------------- | ------------------------------------------------------ |
| Vitória | 35-8   | Andrei Arlovski          | Finalização (mata-leão)            | UFC Fight Night: Arlovski vs. Barnett | 03/09/2016 | 3     | 2:53  | Hamburgo                    |                                                        |
| Derrota | 34-8   | Ben Rothwell             | Finalização (guilhotina)           | UFC on Fox: Johnson vs. Bader         | 30/01/2016 | 2     | 3:48  | Newark, New Jersey          |                                                        |
| Vitória | 34-7   | Roy Nelson               | Decisão (unânime)                  | UFC Fight Night: Barnett vs. Nelson   | 27/09/2015 | 5     | 5:00  | Saitama                     | Performance da Noite.                                  |
| Derrota | 33-7   | Travis Browne            | Nocaute (cotoveladas)              | UFC 168: Weidman vs. Silva II         | 28/12/2013 | 1     | 1:00  | Las Vegas, Nevada           |                                                        |
| Vitória | 33-6   | Frank Mir                | Nocaute Técnico (joelhada)         | UFC 164: Henderson vs. Pettis         | 31/08/2013 | 1     | 1:56  | Milwaukee, Wisconsin        | Retornou ao UFC.                                       |
| Vitória | 32–6   | Nandor Guelmino          | Finalização (triângulo de mão)     | Strikeforce: Marquardt vs. Saffiedine | 12/01/2013 | 1     | 2:11  | Oklahoma City, Oklahoma     |                                                        |
| Derrota | 31–6   | Daniel Cormier           | Decisão (unânime)                  | Strikeforce: Barnett vs. Cormier      | 19/05/2012 | 5     | 5:00  | San Jose, Califórnia.       | Final do Torneio de Pesados do Strikeforce.            |
| Vitória | 31–5   | Sergei Kharitonov        | Finalização (triângulo)            | Strikeforce: Barnett vs. Kharitonov   | 10/09/2011 | 1     | 4:28  | Cincinnati, Ohio.           | Semifinal do Torneio de Pesados do Strikeforce.        |
| Vitória | 30–5   | Brett Rogers             | Finalização (katagatame)           | Strikeforce: Overeem vs. Werdum       | 18/06/2011 | 2     | 1:17  | Dallas, Texas               | Quartas de Final do Torneio de Pesados do Strikeforce. |
| Vitória | 29–5   | Gerônimo dos Santos      | Nocaute Técnico (socos)            | Impact FC 1                           | 10/07/2010 | 1     | 2:35  | Brisbane, Queensland        |                                                        |
| Vitória | 28–5   | Mighty Mo                | Finalização (kimura)               | Dream 13                              | 22/03/2010 | 1     | 4:41  | Kanagawa                    |                                                        |
| Vitória | 27–5   | Gilbert Yvel             | Finalização (golpes)               | Affliction: Day of Reckoning          | 24/01/2009 | 3     | 3:05  | Anaheim, Califórnia         |                                                        |
| Vitória | 26–5   | Pedro Rizzo              | Nocaute (socos)                    | Affliction: Banned                    | 19/07/2008 | 2     | 1:44  | Anaheim, Califórnia         |                                                        |
| Vitória | 25–5   | Jeff Monson              | Decisão (unânime)                  | Sengoku: Second Battle                | 18/05/2008 | 3     | 5:00  | Tóquio                      |                                                        |
| Vitória | 24–5   | Hidehiko Yoshida         | Finalização (chave de calcanhar)   | Sengoku: First Battle                 | 05/03/2008 | 3     | 3:23  | Tóquio                      |                                                        |
| Derrota | 23–5   | Antônio Rodrigo Nogueira | Decisão (unânime)                  | Pride Shockwave 2006                  | 31/12/2006 | 3     | 5:00  | Saitama                     |                                                        |
| Vitória | 23–4   | Paweł Nastula            | Finalização (chave de perna)       | Pride 32: The Real Deal               | 21/10/2006 | 2     | 3:04  | Las Vegas, Nevada           |                                                        |
| Derrota | 22–4   | Mirko Filipović          | Finalização (golpes)               | Pride Final Conflict Absolute         | 10/09/2006 | 1     | 5:32  | Saitama                     | Final do GP Absoluto de 2006 do Pride.                 |
| Vitória | 22–3   | Antônio Rodrigo Nogueira | Decisão (dividida)                 | Pride Final Conflict Absolute         | 10/09/2006 | 2     | 5:00  | Saitama                     | Semifinal do GP Absoluto de 2006 do Pride.             |
| Vitória | 21–3   | Mark Hunt                | Finalização (kimura)               | Pride Critical Countdown Absolute     | 01/07/2006 | 1     | 2:02  | Saitama                     | Quartas de Final do GP Absoluto de 2006 do Pride.      |
| Vitória | 20–3   | Aleksander Emelianenko   | Finalização (americana)            | Pride Total Elimination Absolute      | 05/05/2006 | 2     | 1:57  | Osaka                       | Round de Abertura do GP Absoluto de 2006 do Pride.     |
| Vitória | 19–3   | Kazuhiro Nakamura        | Finalização (mata-leão)            | Pride 31: Unbreakle                   | 26/02/2006 | 1     | 8:10  | Saitama                     |                                                        |
| Derrota | 18–3   | Mirko Filipović          | Decisão (unânime)                  | Pride 30: Starting Over               | 23/10/2005 | 3     | 5:00  | Saitama                     |                                                        |
| Derrota | 18–2   | Mirko Filipović          | Finalização (lesão no ombro)       | Pride 28: High Octane                 | 31/10/2004 | 1     | 0:46  | Saitama                     |                                                        |
| Vitória | 18–1   | Rene Rooze               | Nocaute Técnico (socos)            | K-1 MMA: Romanex                      | 22/05/2004 | 1     | 2:15  | Saitama                     |                                                        |
| Vitória | 17–1   | Semmy Schilt             | Finalização (armlock)              | Inoki Bom-Ba-Ye 2003                  | 31/12/2003 | 3     | 4:48  | Hyogo                       | Defendeu o Cinturão Peso Aberto do Pancrase.           |
| Vitória | 16–1   | Kazuo Takahashi          | Finalização (triângulo/armlock)    | NJPW: Ultimate Crush                  | 13/10/2003 | 2     | 2:52  | Tóquio                      | Defendeu o Cinturão Peso Aberto do Pancrase.           |
| Vitória | 15–1   | Yuki Kondo               | Finalização (mata-leão)            | Pancrase: 10th Anniversary Show       | 31/08/2003 | 3     | 3:26  | Tóquio                      | Ganhou o Cinturão Peso Aberto do Pancrase.             |
| Vitória | 14–1   | Jimmy Ambriz             | Nocaute Técnico (joelhada e socos) | NJPW: Ultimate Crush                  | 02/05/2003 | 1     | 3:05  | Tóquio                      |                                                        |
| Vitória | 13–1   | Randy Couture            | Nocaute Técnico (socos)            | UFC 36: Worlds Collide                | 22/03/2002 | 2     | 4:35  | Las Vegas, Nevada           | Ganhou o Cinturão Peso Pesado do UFC.                  |
| Vitória | 12–1   | Bobby Hoffman            | Nocaute (socos)                    | UFC 34: High Voltage                  | 02/11/2001 | 2     | 4:25  | Las Vegas, Nevada           |                                                        |
| Vitória | 11–1   | Semmy Schilt             | Finalização (armlock)              | UFC 32: Showdown in the Meadowlands   | 29/06/2001 | 1     | 4:21  | East Rutherford, New Jersey |                                                        |
| Derrota | 10–1   | Pedro Rizzo              | Nocaute (socos)                    | UFC 30: Battle on the Boardwalk       | 23/02/2001 | 2     | 4:21  | Atlantic City, New Jersey   |                                                        |
| Vitória | 10–0   | Gan McGee                | Nocaute Técnico (socos)            | UFC 28: High Stakes                   | 17/11/2000 | 2     | 4:34  | Atlantic City, New Jersey   |                                                        |
| Vitória | 9–0    | Dan Severn               | Finalização (armlock)              | SuperBrawl 16                         | 08/02/2000 | 4     | 1:21  | Honolulu, Hawaii            |                                                        |
| Vitória | 8–0    | Bobby Hoffman            | Decisão (unânime)                  | SuperBrawl 13                         | 07/09/1999 | 3     | 5:00  | Honolulu, Havaí             |                                                        |
| Vitória | 7–0    | John Marsh               | Finalização (kimura)               | SuperBrawl 13                         | 07/07/1999 | 1     | 4:23  | Honolulu, Havaí             |                                                        |
| Vitória | 6–0    | Juha Tuhkasaari          | Finalização (armlock)              | SuperBrawl 13                         | 07/07/1999 | 1     | 3:32  | Honolulu, Havaí             |                                                        |
| Vitória | 5–0    | Trevor Howard            | Finalização (armlock)              | UFCF 4                                | 19/07/1998 | 1     | N/A   | Washington                  |                                                        |
| Vitória | 4–0    | Bob Gilstrap             | Desqualificação                    | UFCF 3                                | 04/03/1998 | 1     | 0:42  | Lynnwood, Washington        |                                                        |
| Vitória | 3–0    | Chris Munsen             | Nocaute (socos)                    | UFCF 2                                | 06/07/1997 | 1     | N/A   | Washington                  |                                                        |
| Vitória | 2–0    | Bob Gilstrap             | Decisão (unânime)                  | UFCF 2                                | 07/07/1997 | 1     | 10:00 | Washington                  |                                                        |
| Vitória | 1–0    | Chris Charnos            | Finalização (mata-leão)            | UFCF 1                                | 11/01/1997 | 1     | 2:41  | Washington                  |                                                        |